# Taille du génome

Arbre phylogénétique indiquant la taille des génomes chez les organismes des trois domaines du monde vivant: les bactéries Bacteria (en bleu), les archées Archaea (en vert) et les eucaryotes Eucarya (en rouge).

La taille du génome correspond à la quantité d'ADN contenue dans une copie d'un génome. La taille d'un génome est également appelée valeur C. Elle est mesurée soit par sa masse où on utilise le picogramme, noté pg comme unité, ou bien par le nombre de nucléotides (paires de bases) avec le Mégabase, notée Mb (1 million de nucléotides) comme unité : 1 pg correspond à 978 Mb (cette équivalence posée entre le nombre de paires de bases et la masse en picogrammes est facilitée par le fait qu’une paire GC a une masse moléculaire très voisine d’une paire AT).

## Origine du terme
Le terme de « taille du génome » est souvent attribué par erreur à Hinegardner, puisque Hinegardner utilisa ce terme en 1969 dans le sens « nombre de gènes ». Par contre, en février 1969, Wolf et al. utilisèrent le terme « taille du génome » avec le sens actuel. Le terme de « taille du génome » est devenu populaire au début des années 1970 sans doute à la suite de la publication du livre de Susumu Ohno, Evolution by Gene Duplication.

## Conversion de picogrammes (pg) en paire de bases (bp),
{\displaystyle {\text{nombre de paires de bases}}={\text{masse en pg}}\times 0.978\times 10^{9}}
ou simplement:
{\displaystyle 1{\text{pg}}=978{\text{Mb}}}

## Évolution de la taille du génome
La taille des génomes eucaryotes est très variable. Le parasite intracellulaire Encephalitozoon cuniculi a un génome de 2,8 Mb (2,8 millions de paires de bases) alors que l'amibe Polychaos dubnium pourrait avoir un génome de 675 Gb (milliards de paires de bases), bien que cette estimation ancienne soit contestée. Ces variations peuvent également être importantes au sein d'un même groupe : la taille du génome chez les arthropodes varie de l'ordre de 250 fois, chez les poissons de 350 fois et chez les angiospermes de 1000 fois.
La variation des tailles de génome est due à une différence de tolérance à l'augmentation du génome ainsi qu'à un taux de perte d'ADN différent suivant les espèces. Par exemple, le génome relativement compact de la mouche Drosophila melanogaster est dû à un taux de perte d'ADN par délétion élevé et bien supérieur à celui des mammifères.
De plus, il est apparu qu'il n'existait pas de corrélation entre la taille du génome et la complexité d'un organisme. Cette observation a été appelée le paradoxe de la valeur C.
Enfin, contrairement à l'opinion courante, l'histoire évolutive du vivant ne se confond pas avec l'histoire de sa complexification (au niveau des organismes et au niveau génomique) car il semble que la réduction du génome soit le mode dominant de l'évolution.

### Réduction du génome
La réduction de la taille d'un génome est une règle générale chez les virus et les procaryotes. La relation ou règle de Drake (en) chez ces organismes montre une relation inversement proportionnelle entre la taille de génomes de ces microbes et une estimation de leurs taux de mutation spontané global (en moyenne une mutation par génome toutes les 200 générations cellulaires, mutation se produisant lors de la réplication de l'ADN, ou sous l'effet d'agents mutagènes, composés chimiques divers, rayons ultraviolets, radioactivité, radicaux libres issus du métabolisme cellulaire). Cette réduction du génome peut également se produire lors d'erreurs des mécanismes de réparation de l'ADN.
Cette réduction a été également mise en évidence chez des parasites eucaryotes (par exemple Encephalitozoon cuniculi) ou bien chez des symbiontes intracellulaires (par exemple Buchnera aphidicola). Dans le cas de symbiontes intracellulaires, la réduction du génome est accompagnée d'un transfert de gène du symbionte vers le noyau de la cellule hôte. Ce processus est à la base de la théorie endosymbiotique de l'origine des mitochondries et des chloroplastes.

### Expansion du génome
La relation de Drake n'est valable que pour les virus et les procaryotes, car chez les eucaryotes, la relation serait en sens inverse.
Les mécanismes sont :
- amplification des transposons et rétrotransposons ;
- duplication complète du génome ou bien duplication d'un segment chromosomique ;
- amplification des séquences répétées ;
- dans les cellules eucaryotes, le transfert d'ADN d'un organite au noyau ;
- taille et nombre des introns.

Chez les plantes, l'amplification des rétrotransposons LTR semble être une cause importante de la variation de la taille du génome. Ainsi, 70 % du génome du maïs est composé de rétrotransposons LTR. Cette expansion de rétrotransposon a induit le doublement du génome du maïs en quelques millions d'années. Chez les arthropodes, le taux de perte d'ADN semble être le facteur essentiel pour la variation des tailles de génome. Ainsi, le criquet d'Hawaï a un génome 11 fois supérieur à celui de la mouche Drosophila melanogaster et un taux de perte d'ADN 40 fois inférieur. Chez les bactéries, la taille du génome est corrélée avec le taux de gènes dupliqués.
Les données de génomique structurale montrent que la taille d'un génome n'est pas proportionnelle à la complexité de l'organisme : c'est le paradoxe de la valeur C. Par exemple, la taille du génome du petit pois est 1,5 fois plus grande que celle de l'humain, celle du riz cultivé est dix fois plus grande. Ce paradoxe est attribué au taux relatif d'expansion des séquences répétitives dispersées selon la lignée, et à la délétion de séquences sans grande importance. Ces séquences répétitives représentent à peine quelques pour cent de certains génomes eucaryotiques comme ceux de la levure et de la drosophile, mais plus de 50 % du génome humain et plus et plus de 90 % du génome d'espèces aussi diverses que certains criquets, des liliacées et des amibes.

## Implication évolutive
La taille du génome est un « trait biologique » important car elle corrèle avec la taille cellulaire et nucléaire, le taux d'activité métabolique et la durée de la mitose et de la méiose. Cependant, plusieurs modèles ont été proposés pour expliquer la fonction sélective et l'origine de la variation de la taille du génome. Une des explications de l'origine est l'importance de l'ADN non codant (appelé improprement « ADN poubelle ») constitué notamment de séquences répétées qui ont un rôle dans la régulation de l'expression des gènes. L'hypothèse du généticien Michael Lynch (en), appelée parfois « hypothèse du péril mutationnel » (mutational hazard hypothesis ou MH), a eu un grand impact en génomique évolutive par son élégance et sa capacité à expliquer de nombreuses caractéristiques évolutives des génomes eucaryotes. Reposant sur la génétique des populations, elle propose que la taille efficace de population (en) a un impact décisif sur la taille des génomes. En effet, l’efficacité de la sélection pour limiter la propagation des gènes égoïstes (ou de toute séquence d’ADN qui peut à terme interférer avec la valeur sélective
de l’organisme), augmente avec la taille efficace de population. Les espèces avec de petites tailles efficaces de populations telles que Homo sapiens auraient tendance à accumuler de l’ADN non codant dans leur génome, alors que les espèces aux grandes tailles (communautés bactériennes) maintiendraient des petits génomes denses en séquences fonctionnelles et dépourvues de sources inutiles de mutations souvent délétères.

## Taille des génomes d'espèces modèles
|            | Organisme                         | Taille du génome (Mpb) | Nombre de gènes protéiques estimés |
| ---------- | --------------------------------- | ---------------------- | ---------------------------------- |
| Virus      | Virus de la grippe                | 0,013                  | 11                                 |
| Virus      | Bactériophage λ                   | 0,05                   |                                    |
| Virus      | Bactériophage T4                  | 0,165                  |                                    |
| Virus      | Mimivirus                         | 1,2                    | 1 260                              |
| Bactéries  | Mycoplasma pneumoniae             | 0,816                  | 689                                |
| Bactéries  | Pelagibacter ubique               | 1,3                    | 1 354                              |
| Bactéries  | Haemophilus                       | 1,8                    | 1 657                              |
| Bactéries  | Staphylococcus aureus             | 2,8                    | 2 619                              |
| Bactéries  | Bacillus subtilis                 | 4,2                    | 4 106                              |
| Bactéries  | Escherichia coli                  | 4,64                   | 4 243                              |
| Archaea    | Nanoarchaeum equitans             | 0,49                   | 536                                |
| Archaea    | Pyrococcus abyssi                 | 1,77                   | 1 898                              |
| Archaea    | Sulfolobus solfataricus           | 3                      | 2 977                              |
| Eucaryotes | Encephalitozoon cuniculi          | 2,9                    | 1 996                              |
| Eucaryotes | Saccharomyces cerevisiae (levure) | 12                     | 5 863                              |
| Eucaryotes | Plasmodium falciparum             | 21,8                   | 5 314                              |
| Eucaryotes | Caenorhabditis elegans (nématode) | 100                    | 22 628                             |
| Eucaryotes | Drosophila melanogaster (mouche)  | 118                    | 16 548                             |
| Eucaryotes | Arabidopsis thaliana (plante)     | 119                    | 27 379                             |
| Eucaryotes | Populus trichocarpa (peuplier)    | 485                    | 45 500                             |
| Eucaryotes | Zea mays (maïs)                   | 5 000                  | 54 606                             |
| Eucaryotes | Mus musculus (souris)             | 3 400                  | 30 000                             |
| Eucaryotes | Homo sapiens (humain)             | 3 400                  | 26 517                             |
| Eucaryotes | Polychaos dubium (amibe)          | 675 000                |                                    |
| Eucaryotes | Paris japonica (plante)           | 148 890                |                                    |
| Eucaryotes | Tmesipteris truncata (plante)     | 160 450                |                                    |

Tailles comparées de génomes pour des espèces représentatives de plantes (vert), vertébrés (bleu), invertébrés (orange), champignons (jaune), bactéries (violet) et virus (gris, agrandis 100 fois).

Avant qu'il soit séquencé, le génome humain était supposé contenir environ 100 000 gènes. Cette estimation a été revue à la baisse par la suite, et est actuellement de l'ordre de 24 000 - du même ordre que la plante Arabidopsis thaliana (27 379 gènes).
La séquence complète du dernier chromosome dans le génome humain (chromosome 1, le plus grand, contenant à lui seul 8 % de ce génome) a été obtenue en mai 2006.

## Plus grand génome
Une étude, publiée en 2024, réalisée conjointement par des chercheurs des Jardins botaniques royaux de Kew et de l'Institut botanique de Barcelone sur l'espèce Tmesipteris truncata dans sa variété rare spécifique Tmesipteris oblanceolata subsp. linearifolia qui pousse principalement en Nouvelle-Calédonie et dans quelques îles de l'archipel de Vanuatu, renseigne sur le nombre de paires bases de l'espèce qui est estimé par l'étude à 160.45 Gbp (milliards de paires bases). Cela en fait l'espèce qui possède le plus large génome connu,,.
Jusqu'à la publication de cette dernière étude, la plante à fleur japonaise Paris japonica était le génome eucaryote le plus vaste décrit, comportant près de 150 milliards de paires de base, soit près de 50 fois la taille du génome humain.
Ceci est à considérer en excluant le génome de l'amibe Polychaos dubium (≈700 Gpb) du fait de la de la méthode de mesure imprécise de son génome et de son niveau de polyploïdie.
L'espèce animale connue pour avoir le plus grand génome est le dipneuste sud-américain Lepidosiren paradoxa (c. 91 Gb),.